# Куялово
Куялово (рос. Куялово) — присілок у Всеволожському районі Ленінградської області Російської Федерації.
Населення становить 100 осіб. Належить до муніципального утворення Кузьмоловське міське поселення.

## Історія
Від 1 серпня 1927 року належить до Ленінградської області.

## Населення
| 2007 | 2010 | 2017 |
| ---- | ---- | ---- |
| 38   | ↗66  | ↗100 |